# Курнявка Андрій Петрович
Курнявка Андрій Петрович (рос. Курнявка Андрей Петрович; 4 травня 1968, Фрунзе) — радянський і киргизький боксер, чемпіон світу серед аматорів.

## Аматорська кар'єра
1989 року завоював бронзову медаль на чемпіонаті Європи.
- В 1/8 фіналу переміг Свена Оттке (ФРН) — 4-1
- В 1/4 фіналу переміг Фатміра Маколі (Югославія) — 5-0
- У півфіналі програв Генрі Маске (НДР) — 0-5

Того ж року став чемпіоном СРСР і завоював золоту медаль на чемпіонаті світу.
- В 1/4 фіналу переміг Рея Летона (США) — 28-15
- У півфіналі переміг Золтана Фюзесі (Угорщина) — 11-4
- У фіналі переміг Анхеля Еспіноса (Куба) — 28-12

1990 року ввійшов до символічної десятки найкращих спортсменів СРСР[джерело?].
На чемпіонаті світу 1991 в категорії до 81 кг завоював срібну медаль.
- В 1/16 фіналу переміг Роберто Кастеллі (Італія) — RSC 2
- В 1/8 фіналу переміг Джо Маккласкі (Шотландія) — 9-8
- В 1/4 фіналу переміг Джона Руіса (США) — 20-14
- У півфіналі переміг Дейла Брауна (Канада) — 24-12
- У фіналі програв Торстену Маю (Німеччина) — 14-27

Незадовго до Олімпійського відбору 1992 року отримав травму руки і вибув з Об'єднаної команди (спадкоємця збірної СРСР на Олімпіаді 1992 року). Розчарований тим, що не потрапив на Олімпіаду, він пішов з боксу та зайнявся бізнесом. У 1996 році несподівано отримав пропозицію виступити за Киргизстан на Олімпійських іграх 1996. До того часу він сильно набрав вагу і втратив форму. Йому також не пощастило зустрітися в першому поєдинку з олімпійським чемпіоном Феліксом Савоном (Куба). Курнявка дав Савону відносно рівний бій, але поступився 3-9.
2002 року переїхав з рідного Бішкека до Москви, де працює тренером з боксу та є віце-президентом Московської федерації боксу.